# Magnanarelle
Cet article court présente un sujet plus développé dans : Magnanerie.
 (février 2024).
Si vous disposez d'ouvrages ou d'articles de référence ou si vous connaissez des sites web de qualité traitant du thème abordé ici, merci de compléter l'article en donnant les références utiles à sa vérifiabilité et en les liant à la section « Notes et références ».
Une magnanarelle est une femme employée dans les magnaneries de Provence (lieu d'exploitation d'élevage du ver à soie). On trouve aussi la forme magnarelle.
Des magnanarelles apparaissent dans l’acte I de Mireille, opéra de Charles Gounod de 1864, d’après l’œuvre de Frédéric Mistral.
Il existe un « Lycée des Magnanarelles », un lycée technique agricole situé aux Arcs (Var, PACA).

## Articles externes
- wikt:magnanarelle : entrée « magnanarelle » du Wiktionnaire
- wikt:magnarelle : entrée « magnarelle » du Wiktionnaire
- Informations lexicographiques et étymologiques de « magnanarelle »  dans le Trésor de la langue française informatisé, sur le site du Centre national de ressources textuelles et lexicales